# La Unión, Sitalá
La Unión är en ort i Mexiko.   Den ligger i kommunen Sitalá och delstaten Chiapas, i den sydöstra delen av landet, 800 km öster om huvudstaden Mexico City. La Unión ligger 923 meter över havet och antalet invånare är 406.
Terrängen runt La Unión är kuperad åt nordost, men åt sydväst är den bergig. Runt La Unión är det ganska tätbefolkat, med 62 invånare per kvadratkilometer. Närmaste större samhälle är Yajalón, 18,3 km norr om La Unión. I omgivningarna runt La Unión växer i huvudsak städsegrön lövskog.